# 狄奥多拉·安格利娜·巴列奥略
狄奥多拉·安格利娜·巴列奥略（希臘語：Θεοδώρα Αγγελίνα Παλαιολογίνα），專制君主阿歷克塞·巴列奧略和阿歷克塞三世之女伊琳娜·安格利娜（Eirene Angelina）的女兒。

## 家庭
狄奧多拉·安格利娜的丈夫是安德洛尼卡·巴列奧略，兩人共有2子1女：
1. 伊琳娜·科穆宁娜·巴列奥略
2. 米海爾八世
3. 約翰·巴列奧略（英语：John Palaiologos (brother of Michael VIII)）